# Tellina rickettsi
Tellina rickettsi is een tweekleppigensoort uit de familie van de Tellinidae. De wetenschappelijke naam van de soort is voor het eerst geldig gepubliceerd in 2010 door Coan & Valentich-Scott. De soort is vernoemd naar marien bioloog Ed Ricketts.